# Distretto di Bella Unión
Il distretto di Bella Unión è uno dei tredici distretti della provincia di Caravelí, in Perù. Si trova nella regione di Arequipa e si estende su una superficie di 1.588,41 chilometri quadrati.

Istituito il 24 novembre 1955, ha per capitale la città di Bella Unión; al censimento 2005 contava 2.717 abitanti.